# Maria Rosseels
Maria (Maaike) Laurentia Eugenia barones Rosseels (Borgerhout, 23 oktober 1916 - Brasschaat, 18 maart 2005) was een Vlaamse schrijfster en journaliste.

## Levensloop
Maria Rosseels was de dochter van Joannes Carolus Rosseels en Emma Vervliet. In 1943 gaat ze aan de slag als leerkracht, maar wordt  in 1947 journalist bij De Standaard. Ze zal er dertig jaar lang de filmrubriek verzorgen, evenals de vrouwenrubriek. Volgens haar opvolger Raf Butstraen schreef ze "briljante literaire beschouwingen met de film als aanleiding" en stond ze daarmee aan de wieg van de serieuze filmkritiek in Vlaanderen.
Haar eerste boek dateert ook uit 1947: het jeugdboek Sterren in de poolnacht. Haar bekendste boek is Dood van een non uit 1961. Het werd in 1975 verfilmd door Paul Collet en Pierre Drouot, met als acteurs onder meer Janine Bischops, Jo De Meyere en Josine van Dalsum. In 2012 werd deze roman opgenomen in de CLO 15, een canon van christelijke literatuur.
Een terugkerend thema in haar romans zijn de problemen waarmee christenen kampen in de moderne wereld. Ze pleitte ook voor de emancipatie van de vrouw in het conservatieve Vlaanderen van de jaren vijftig en zestig.
In 1981 werd haar verzameld scheppend proza uitgegeven en ontving ze een eredoctoraat van de KU Leuven. In 1984 kreeg ze, als eerste vrouw, de driejaarlijkse Oeuvreprijs van de Vlaamse Gemeenschap (vroeger de Staatsprijs) voor haar hele loopbaan. In 1989 werd ze in de persoonlijke adelstand verheven en kreeg ze de persoonlijke titel barones.
Maria Rosseels was de achtertante van schrijver Alex Rosseels.